# ミカ書
『ミカ書』（ミカしょ）は、旧約聖書文書のひとつ。ユダヤ教では「後の預言者」に、キリスト教では預言書に分類する。キリスト教でいう十二小預言書の6番目に位置する。著者は伝承では紀元前8世紀の預言者ミカに帰される。

## 著者
本書の著者とされる預言者ミカは、ミカ書1章1節によれば、　ユダ王国エルコシュモレシェト出身で、預言者イザヤと同時代人である。
その活動は、主として、出身地モレシェトの圧政に苦しんでいる人々のためになされた。
ミカの活動は旧約聖書・エレミヤ書26章17～18節にも記載されている。

## 概説
『ミカ書』は7章からなる。このうち、現代の高等批評的研究では、ミカが実際に著したのは、1:1～2:11と3:1～12と言われている。
本書の中でミカは支配階級に抑圧されている人たちの苦しみに共感し、横暴な人たち（その中には賄賂をもらって依頼者に都合の良い預言をする預言者や祭司も含まれる）の不正を厳しく糾弾している。そして彼らに神の裁きと滅びが近づいていることを語る。

## 構成
1. 表題（1:1）
2. 神の審判（1:2～2:11）
3. 残りの者への約束（2:12～13）
4. 横暴な為政者、悪しき預言者、貪欲な祭司に対する裁き（3:1～12）
5. 神の栄光の王国（4～5章）
6. 主とイスラエルの論争（6:1～7:6）
7. 主による勝利（7:7～20）

※以上、いのちのことば社『新聖書辞典』「ミカ書」の項目より

## 新約聖書における引用
- 5章1節でベツレヘムから将来のユダの指導者が出ると預言されるが、この節は、『マタイによる福音書』2章6節で引用されている。
- 7章6節には民の腐敗した状態が描かれているが、この節は、『マタイによる福音書』10章35～36節で引用されている。